# روي هاي
روي هاي (بالإنجليزية: Roy Hay)‏ هو موسيقي وعازف قيثارة بريطاني، ولد في 12 أغسطس 1961 في ساوثند أون سي في المملكة المتحدة.

## وصلات خارجية
- روي هاي على موقع IMDb (الإنجليزية)
- روي هاي على موقع ميوزك برينز (الإنجليزية)
- روي هاي على موقع أول ميوزيك (الإنجليزية)
- روي هاي على موقع ديسكوغز (الإنجليزية)
- روي هاي على موقع قاعدة بيانات الفيلم (الإنجليزية)